# Harle (Seegatt)

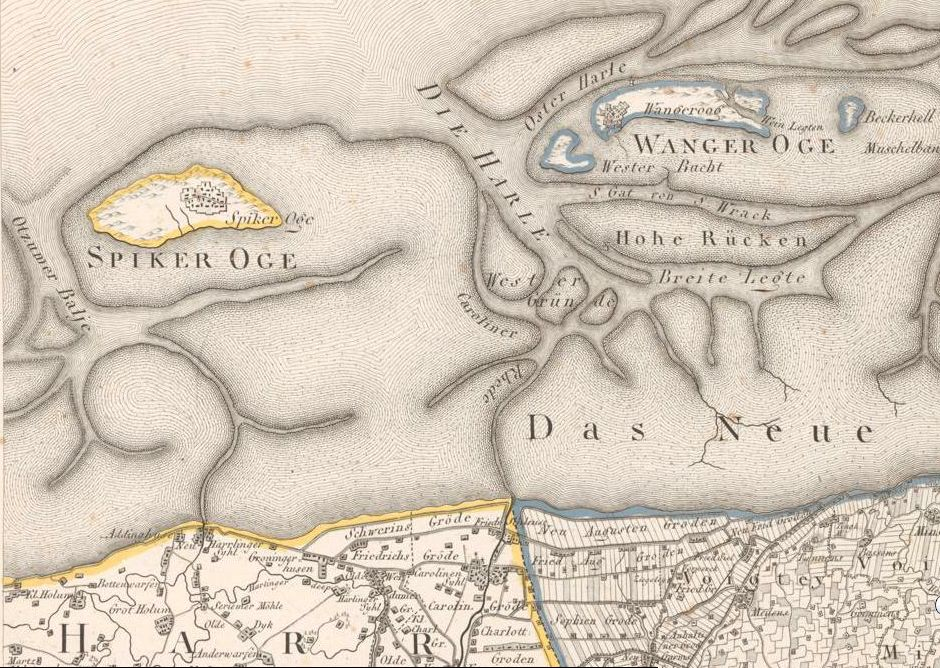
Die Harle zwischen Spiekeroog und Wangerooge in einer Karte von 1805

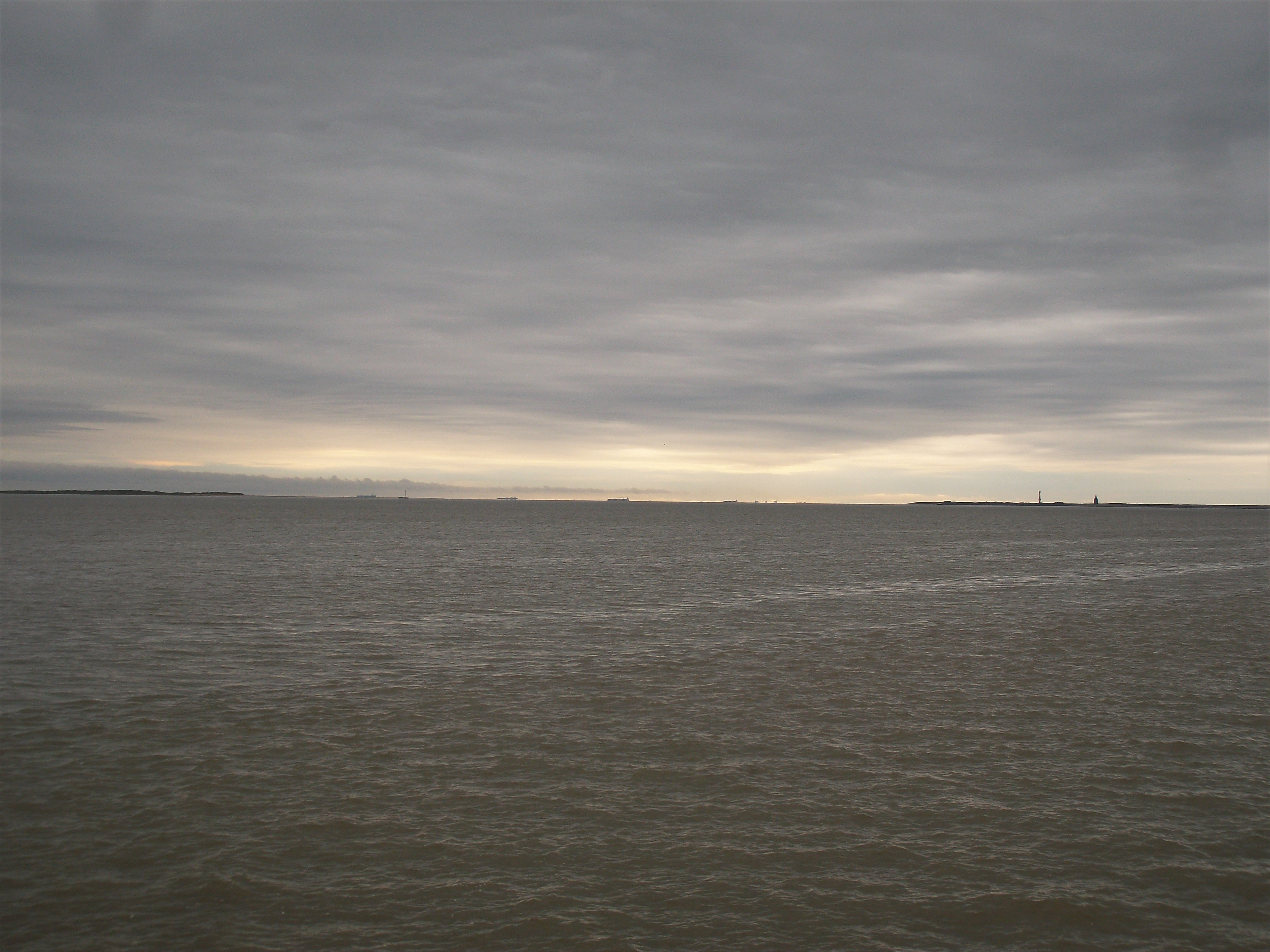
Blick zum Harle-Seegatt zwischen Spiekeroog und Wangerooge mit Frachtschiffen

Die Harle oder das Harle-Seegatt ist ein Seegatt in der Nordsee.
Es verläuft in Nord-Süd-Richtung zwischen den ostfriesischen Inseln Spiekeroog und Wangerooge und bildet gewissermaßen die äußere Fortsetzung des Flusses Harle, der in Harlesiel ins Meer mündet und als Carolinensieler Balje zum Seegatt Harle führt.
Die Hauptrinne des Seegatts Harle teilt sich südlich der gedachten Verbindungslinie zwischen den beiden Inseln neben der als Hauptfahrwasser dienenden Caroliniensieler Balje in die beiden Rinnen Alte Harle (Muschelbalje) und Dove Harle auf, letztere dient als Zufahrt zum Hafen von Wangerooge an deren Südwest-Ende. Die Lage und Tiefe der Fahrwasser unterliegt wegen der Strömungen (besonders durch die Tide) starken Veränderungen; das schlägt sich oft in Änderungen der Seezeichen (Umbetonnungen) durch das zuständige Wasserstraßen- und Schifffahrtsamt Wilhelmshaven (WSA) nieder.
Wangerooge war lange Zeit die Insel mit der größten Wanderung von West nach Ost. Grund war das Seegatt Harle, das ständig an der Westspitze der Insel nagte. Erst seit den 1960er Jahren schützen Buhnen und ein Deckwerk aus Beton das Westende von Wangerooge vor Landverlusten. Die längste Buhne („Buhne H“) ragt dabei seit 1940 von der Westspitze Wangerooges bis fast vor das Ostende von Spiekeroog und stellt ein nicht zu unterschätzendes Hindernis für die Schifffahrt dar, da sie auch bei Hochwasser nicht überfahren werden kann.
Durch die Ausweitung des Wangerooger Hafenbereichs ist mittlerweile Niedersachsen Ports für den Übergangsbereich zwischen Hafen und Seegatt zuständig. Das neue Fahrwasser erhielt die Bezeichnung Wangerooge Ansteuerung.